# Sphaeromeria simplex
Sphaeromeria simplex là một loài thực vật có hoa trong họ Cúc. Loài này được (A.Nelson) A.Heller miêu tả khoa học đầu tiên năm 1900.